# Al-Ubayyid
al-Ubayyiḍ, anche chiamata El Obeid (in arabo الأبيض‎?) è la capitale dello stato del Kordofan Settentrionale del Sudan.
È un importante centro di collegamento con una stazione dei treni, un importante svincolo per le carovane di dromedari e punto di ristoro per i pellegrini della Mecca in arrivo dalla Nigeria. È stata fondata nel 1821 dai pascià dell'Egitto ottomano, distrutta dalle forze Mahdiste nel 1883 e poi di nuovo ricostruita nel 1898 alla fine dello Stato Mahdista.
La popolazione di questa città è, per lo più, musulmana con una minoranza cristiana. Attualmente, nella città hanno sede un aeroporto internazionale, una raffineria di petrolio, l'Università del Kordofan fondata nel 1990 e la stazione logistica della missione delle Nazioni Unite in Sudan.
Nei giorni recenti i collegamenti con la capitale Khartum sono stati facilitati tramite la riparazione e l'asfaltatura delle strade già esistenti e la creazione di nuove. Con l'avvento del trasporto su gomma si sono formate nuove compagnie di trasporto passeggeri tramite autobus, da e verso la capitale, per una durata complessiva di nove ore di viaggio in corriera per percorrere i 500 km che separano la capitale sudanese da al-Ubayyiḍ.